# Дивний світ
«Дивний світ» — американський анімаційний науково-фантастичний пригодницький фільм, створений Walt Disney Animation Studios і випущений Walt Disney Pictures. 61-й анімаційний фільм, створений студією. Режисером картини є Дон Голл, сценарист і співрежисер Кві Нгуєн, а продюсер — Рой Конлі. Ролі озвучили Джейк Джилленгол, Джабукі Янг-Вайт, Ґабріель Юніон, Люсі Лью та Денніс Квейд.
Прем'єра мультфільму «Дивний світ» в США відбулась 23 листопада 2022 року.

## Сюжет
У фільмі розповідається про легендарних Клейдс — родину дослідників, чиї знахідки загрожували зруйнувати їхню останню та найважливішу місію на незвіданій і підступній землі.

## Озвучка
- Джейк Джилленгол у ролі Шукача Клейда, фермера, сина Джегера, чоловіка Меридіан і батька Ітана[2].
- Джабукі Янг-Вайт у ролі Ітана Клейда, 16-річного сина Шукача, який жадає пригод за межами батьківської ферми, водночас переживаючи шкільну закоханість[3].
- Ґабріель Юніон — Меридіан Клейд, пілот і природний лідер, мати Ітана та дружина Шукача[3].
- Люсі Лью в ролі Каллісто Мал, глави землі Авалонії та керівника дослідження дивного світу[3].
- Денніс Квейд у ролі Джегера Клейда, батька Шукача та дідуся Ітана[3].

## Виробництво
У грудні 2021 року був анонсований «Дивний світ» від Walt Disney Animation Studios, режисером якого став Дон Голл, співрежисером і сценаристом Куй Нгуєн, а продюсером — Рой Конлі. За словами Голла, «Дивний світ» — це реверанс до пульпових журналів — популярної художньої літератури першої половини 20-го століття, яка друкувалася на недорогому папері з целюлози. Він також сказав, що «[він] любив читати старі випуски. Це були великі пригоди, під час яких група дослідників могла виявити прихований світ або стародавніх істот. Вони стали великим натхненням для „Дивний світ“».
8 червня 2022 року, після виходу тизер-трейлера, було оголошено, що Джейк Джилленгол озвучує Шукача Клейда.
17 червня 2022 року на анімаційному фестивалі у Франції в Аннесі було оголошено решту основного акторського складу фільму, зокрема Джабукі Янг-Вайт у ролі Ітана Клейда, Ґабріель Юніон у ролі Меридіан Клейда, Люсі Лью у ролі Каллісто Мал та Денніса Квейда у ролі Джегера Клейда.

## Прем'єра
Прем'єра відбулася 23 листопада 2022 року в США.
Через опозицію Disney до місцевих правил щодо вікон у кінотеатрах компанія оголосила 8 червня 2022 року, що «Дивний світ» не побачив кінотеатрів у Франції та натомість перейшов безпосередньо до Disney+ у регіоні після його показу в кінотеатрах в інших регіонах.